# 锡沪长途汽车
锡沪长途汽车股份有限公司簡稱锡沪公司，是中華民國大陸時期一家公路公司，建于中華民国二十三年（1934），該公司因為垫款修筑锡沪路、苏常路工程而獲得兩條道路20年的專營權。锡沪公司总管理处位於上海宝山路颐福里55号，车站地点设在闸北虬江路865号。中華民国二十四年（1935）开始营业。中華民国二十六年（1937）七月因中國抗日战争爆发而停业。中華民国三十五年（1946）一月复业。1951年10月实行公私合营。1956年7月由国营苏州公路运输管理处接收。